# Nouvelair

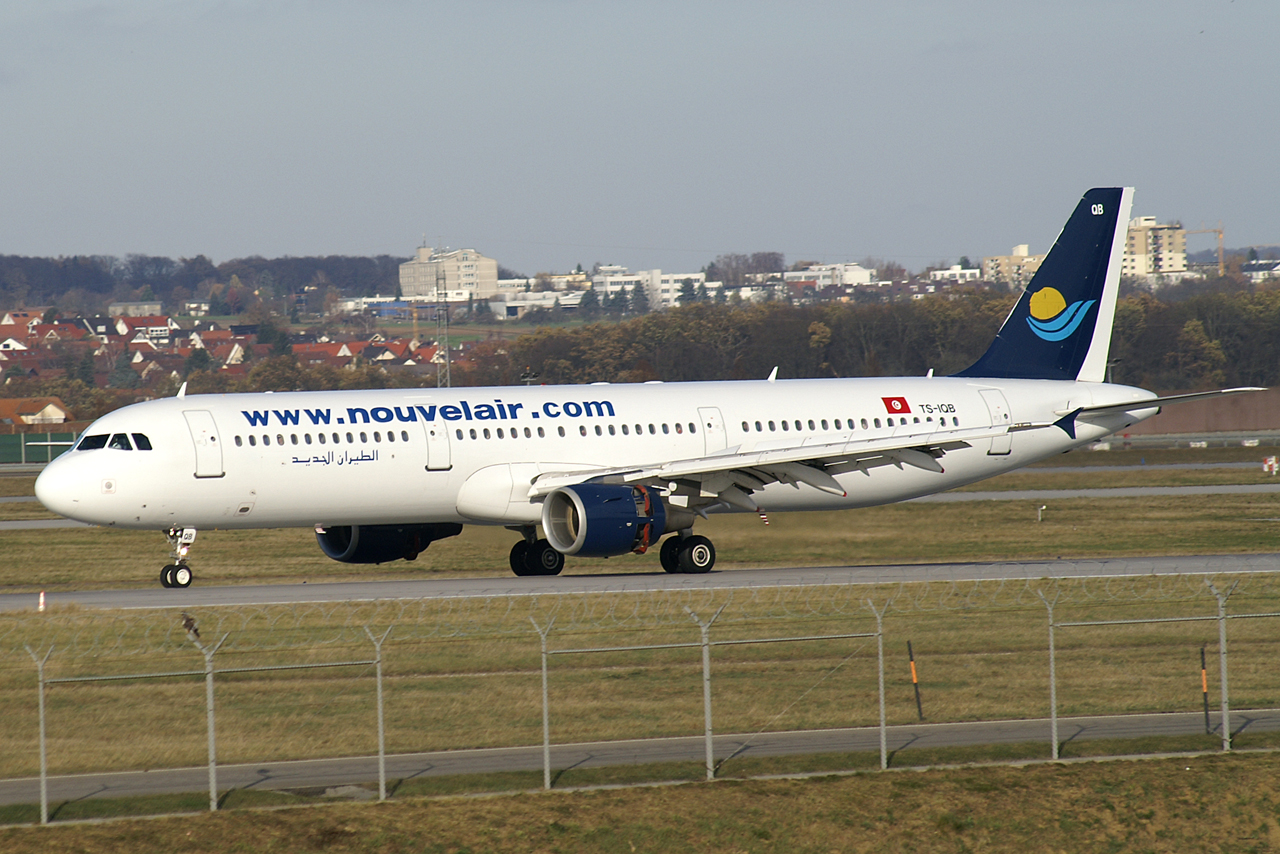
Máy bay Airbus A321 của Nouvelair

Nouvelair (mã IATA = BJ, mã ICAO = LBT) là hãng hàng không, trụ sở ở Monastir, Tunisia. Hãng có các chuyến bay thuê bao, chở khách từ các thành phố châu Âu tới các điểm du lịch ở Tunisia. Các căn cứ của hãng là Sân bay quốc tế Tunis-Carthage và Sân bay Djerba-Zarzis.

## Lịch sử
Hãng được thành lập năm 1989 dưới tên Air Liberté Tunisie và là hãng phụ thuộc của Air Liberté của Pháp. Hãng bắt đầu hoạt động từ 21.3.1990. Hiện nay hãng do Aziz Milad nắm đa số cổ phần và có 614 nhân viên (tháng 3/2007).

## Các nơi đến
(Tháng 8/2007):
- Tunisia
  - Monastir
- Iran
  - Tehran
- Pháp
  - Paris
- Đức
  - Düsseldorf
  - München
  - Saarbrücken
  - Stuttgart
- Ireland
  - Belfast
- Na Uy
  - Oslo
- Thụy Điển
  - Stockholm
- Ukraina
  - Kiev
- Vương quốc Anh
  - London (Sân bay London Gatwick)
  - London (Sân bay London Heathrow)

## Đội máy bay
(Ngày 10.7.2008):
- 13 Airbus A320-200 (2 bay choAfriqiyah Airways, 2 bay cho Libyan Airlines và 1 do LTE International Airways điều hành)
- 2 Airbus A321-211
- 1 Boeing 737-300 (do Hola Airlines điều hành)